# Zheng Ji (Dinastia Han)
Zheng Ji (xinès tradicional: 鄭吉, xinès simplificat: 郑吉Wade-Giles: Cheng Chi, mort el 49 aEC), nascut en Shaoxing, Zhejiang, va ser un general militar durant la Dinastia Han, i va servir al primer Protector General de les regions occidentals en el 60 aEC.